# Antonio Roldán (escritor)
Antonio Jesús Roldán Muñoz (Conil de la Frontera, Cádiz, 16 de octubre de 1958) es un político y escritor español de Izquierda Unida, alcalde de Conil de la Frontera desde el 17 de junio de 1995 al 28 de mayo de 2012. Ha sido viceconsejero de Turismo y Comercio en la Junta de Andalucía, y vicepresidente primero de la Diputación de Cádiz. 

## Biografía
Ha sido profesor, dedicándose posteriormente a la política. Entre 1987 a 1995 fue concejal en la oposición durante dos legislaturas, hasta que en junio de 1995 llegó a ser alcalde durante 17 años, renunciando a la alcaldía en mayo de 2012, llegando a ser el alcalde mas longevo de la localidad gaditana de Conil de la Frontera.
Posteriormente en 2015, volvió a su puesto como maestro del centro de Educación de Personas Adultas de Conil de la Frontera.
Fue desde 2012 a 2015 viceconsejero de Turismo y Comercio en la Junta de Andalucía durante el mandato del PSOE e IU. Entre 1987 a 2011 fue vicepresidente de la Diputación de Cádiz, tras la presidencia de Alfonso Perales por el Partido Socialista Obrero Español, y la de José Loaiza por el PP. Desde 2003 a 2011 fue diputado provincial de Medio Ambiente y Deportes, miembro del Consejo Territorial de la Federación Española de Municipios y Provincias, Miembro de la Comisión Nacional y de Administración Local, y presidente del Patronato Municipal de Turismo.
Por último ha sido coordinador provincial de Izquierda Unida Los Verdes-Convocatoria por Andalucía.
Además, ha escrito varias novela, ensayos y poesías como Mandar obedeciendo, La memoria del agua, Versos de sal y espuma, Tomas Iglesias, izquierda y derecho, El abismo de los límites, Conil, el esfuerzo colectivo y Algo deberá ocurrir. En 2024 estaba trabajando en un cuarto título, una novela que se desarrolla en el pueblo, Una historia de amor en tiempos del coronavirus.